# 東番
東番，或稱東番夷，意旨「東方海外的番人」，是中國古籍對台灣島及台灣原住民族的稱呼，既作為地名又作為族群稱呼之用。「東番」一詞於官方文書記載首見於萬曆年間。1575年西班牙神父馬丁·德·拉達（Martín de Rada）的遊記中，提到「島」，翁佳音認為這很明顯是「東番（Tang-hoan）」的對音。1603年，福建人陳第以此用語撰成《東番記》，後來在《遠遊篇》、《明史·外國傳》、《閩書》、《台灣府志》中亦有記載。相較於許多台灣地名為台語漢字音譯台灣南島語言，東番則是純粹的漢語命名。